# Maniago
Maniago – miejscowość i gmina we Włoszech, w regionie Friuli-Wenecja Julijska, w prowincji Pordenone. Jest znana z produkcji noży, eksportowanych na cały świat.
Według danych na rok 2004 gminę zamieszkiwały 11 702 osoby, 169,6 os./km².